# Rio Potomac
O rio Potomac (em inglês:  Potomac River) é um curso de água que banha Washington, D.C., capital dos Estados Unidos, e os estados da Virgínia Ocidental, Virgínia e Maryland. Estende-se por 405 milhas (652 quilômetros), nascendo a 933 m de altitude e desaguando na baía de Chesapeake.

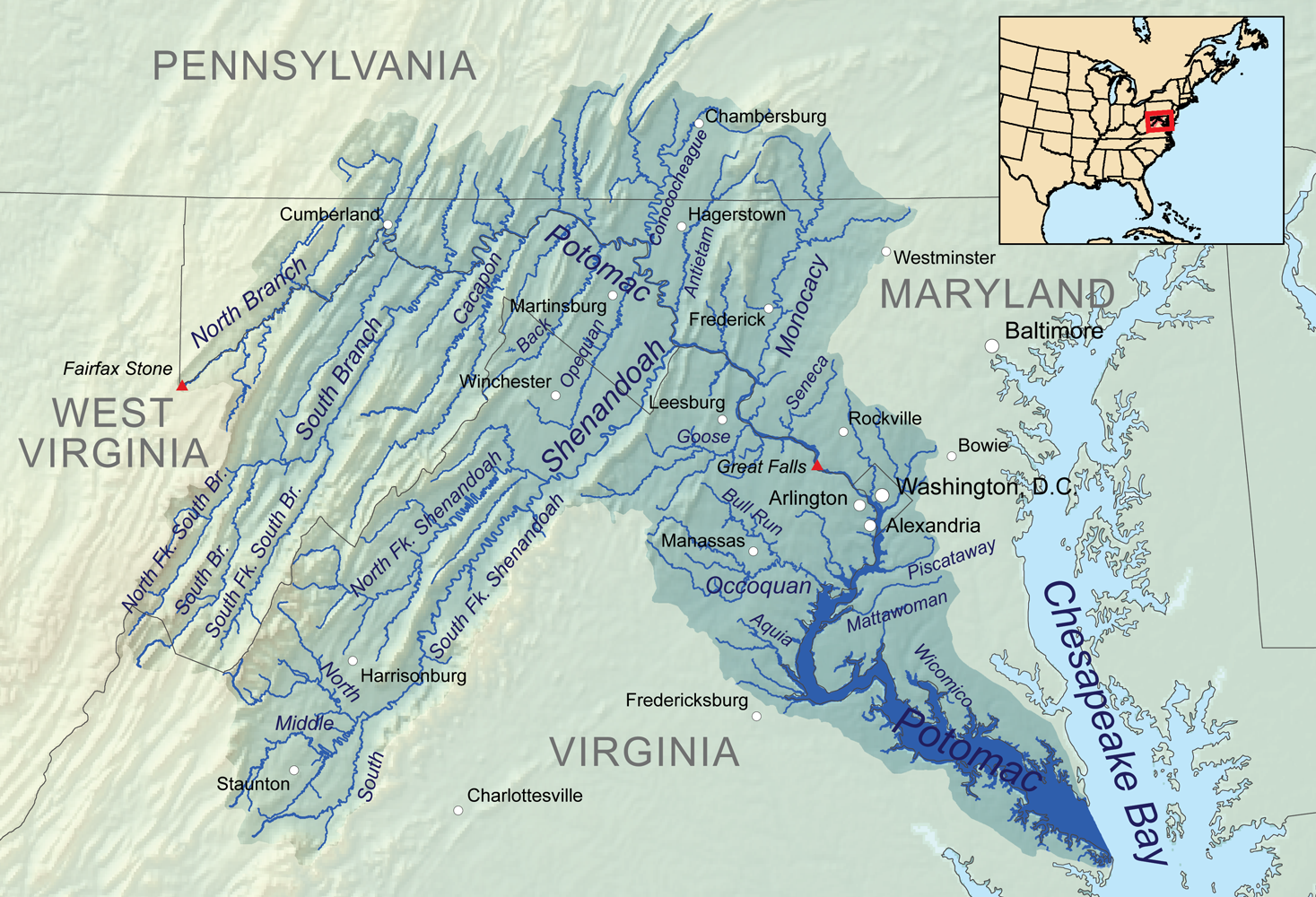
O rio Potomac, cortando Maryland e Virgínia.